# Gregorio de Cetina
Gregorio de Cetina (Sevilla 1527 - Mérida de Yucatán 1600?) era hermano del poeta Gutierre de Cetina y del fundador de Mérida Beltrán de Zetina y de María Andrea del Castillo (quien fue esposa del conquistador y encomendador Francisco de Montejo y León "el Mozo").

## Biografía
Su padre, Beltrán de Cetina y Alcocer, originalmente de Alcalá de Henares, siendo muy joven se va a vivir a Sevilla, donde conoce a Francisca del Castillo y Zanabria, lugareña, y (a juzgar por el apellido) de origen morisco. El casamiento se celebra en 1518 en Sevilla. En 1520 nace Gutierre de Cetina; en 1521, al parecer en Alcalá de Henares, Beltrán; en 1525 Ana Andrea del Castillo; y en 1527 Gregorio. 
Se sabe que la familia vivió por muchos años en la collación de Santa María la Blanca, dentro de la antigua aljama de Sevilla, y que el padre, gracias a lazos de parentesco, obtuvo en 1536 el cargo del cobro del almojarifazgo mayor de la ciudad. La posición acomodada de la familia hace posible que tengan algunos esclavos y que se mande a construir una sepultura familiar en el convento Madre de Dios de la Piedad, en el cual también serían sepultadas: doña Juana de Zúñiga y doña Catalina Cortés, esposa e hija de Hernán Cortés, al igual que las bisnietas de Cristóbal Colón. En 1535 pasan a la Nueva España los hermanos Andrea Cetina, Beltrán Cetina, y García del Castillo, acompañados por su tía, Antonia del Castillo. En enero de 1542 se funda la ciudad de Mérida, entre sus primeros pobladores españoles se encuentra Beltrán de Zetina.
En 1547 Beltrán será nombrado, junto con otros, regidor de la ciudad por el adelantado Francisco de Montejo y Álvarez de Tejeda. Mientras tanto en España, el padre (la madre ya fallecida) deja y nombra en su último testamento (formalizado el 9 de mayo de 1548) como sus principales herederos a sus ocho hijos: Gutierre de Cetina, García del Castillo, Beltrán de Cetina, Gregorio de Cetina, Mencía de Santo Domingo Alcocer, Leonor de Cetina, María del Castillo, y Ana Andrea del Castillo. En 1550 Gregorio de Cetina obtiene licencia para viajar a Nueva España, junto con sus primos Pedro y Diego López, para cuidar de la hacienda de su tío, Gonzalo López. Este último, antiguo maestre de campo de Cortés en México, había sido previamente acompañado por el mayor de los hermanos, Gutierre, durante su viaje a la Nueva España, en 1546, para ocupar el cargo de procurador general. 
En 1556 Gutierre regresa a México, en un año morirá en Puebla de los Ángeles, de resultas de una violenta herida a la cara. En Mérida, Gregorio se casa con Mariana de Quijada y Contreras, sobrina de Diego de Quijada, alcalde mayor de Yucatán (1561-1565), e hija de Cristóbal Gutiérrez, conquistador y poblador de Chiapas. No se tiene información concreta sobre Gregorio después de 1607. Los hermanos Cetina tuvieron parentesco, de sangre o por casamiento, con los Montejo, los Pacheco, los Ortiz de San Pedro, los Granado de Colima — entre muchos otros — todos ellos primeros colonizadores de México y otras tierras.